# Causus
Genre
Synonymes
- Dinodipsas Peters, 1882

Causus est un genre de serpents de la famille des Viperidae. 

## Répartition
Les six espèces de ce genre se rencontrent en Afrique.

## Description

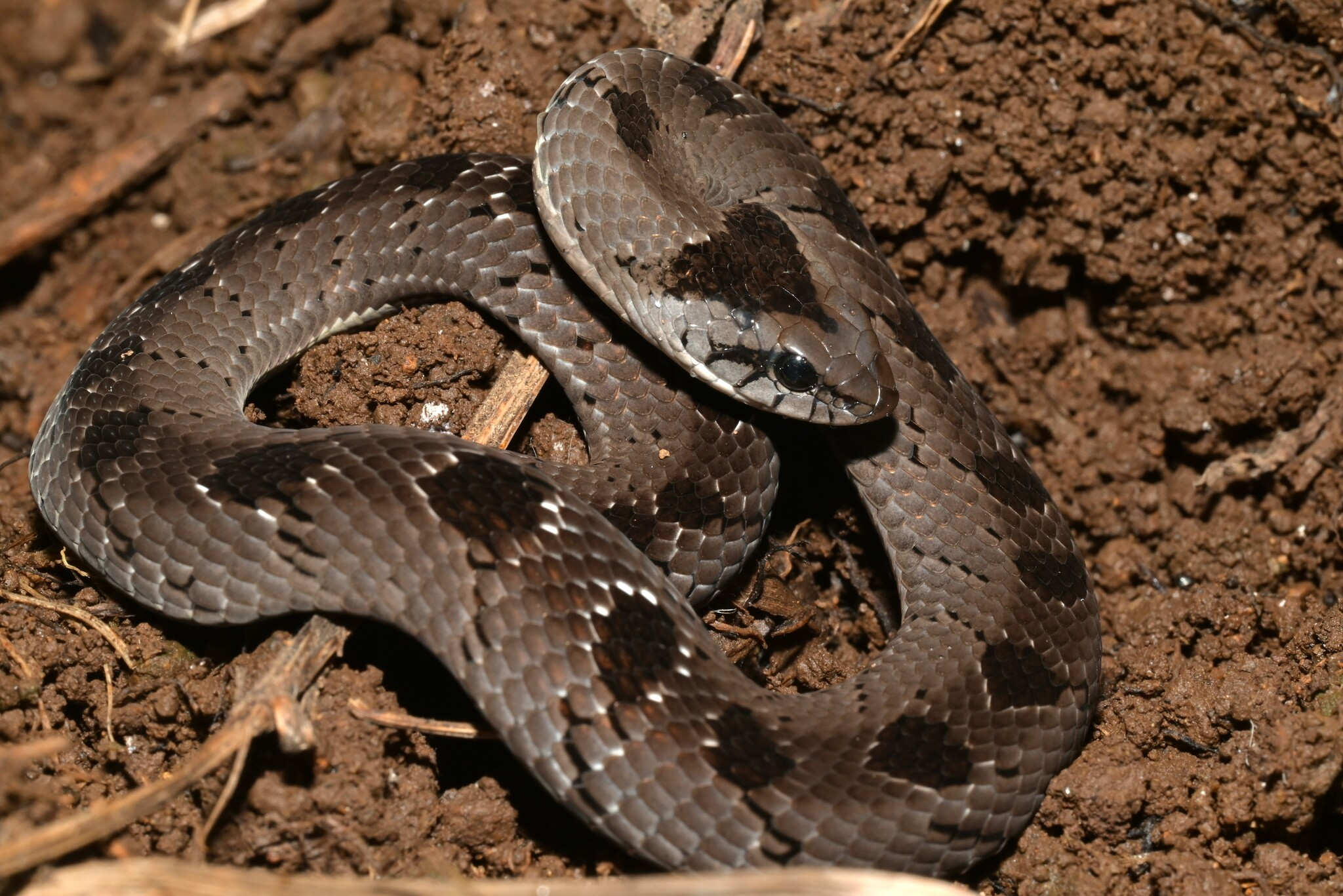
Causus defilippii

Les Causus sont des petites vipères, mesurant le plus souvent entre 30 et 60 cm, avec une morphologie divergente au sein de la famille des Vipéridés. C'est le seul genre de la famille à avoir des pupilles rondes et non verticales. L'écaillure de la tête est primitive et ressemble encore à celle des Colubridés et des Élapidés : elles ont 9 grandes plaques sur la partie antérieure du dessus de la tête, en lieu et place de l'habituel grand nombre de petites écailles qui caractérise la majorité des Vipéridés. Leurs écailles sont lisses et non carénées. Leur tête est peu distincte du corps. Par contre, elles ont une queue assez courte et sont plus trapues que la majorité des Colubridés et des Élapidés, critère plus fréquent dans la famille des Vipéridés, et surtout elles sont venimeuses avec une denture solénoglyphe : elles ont de grands crochets à venins mobiles en avant de la mâchoire maxillaire, ce qui caractérise tous les Vipéridés.
Les espèces du complexe de Causus resimus (subdivisée en plusieurs espèces selon des études récentes) sont de couleur vert vif, les éloignant encore davantage de l'aspect habituel des vipères.
Leur venin n'est que modérément toxique pour l'homme. La morsure est douloureuse et entraine des symptômes le plus souvent locaux, mais elle est généralement considérée comme non dangereuse.
Les espèces de ce genre se nourrissent essentiellement de crapauds et de grenouilles.

## Liste des espèces
Selon The Reptile Database (2 septembre 2014) :
- Causus bilineatus Boulenger, 1905
- Causus defilippii (Jan, 1862)
- Causus lichtensteinii (Jan, 1859)
- Causus maculatus (Hallowell, 1842)
- Causus rasmusseni Broadley, 2014
- Causus resimus (Peters, 1862)
- Causus rhombeatus (Lichtenstein, 1823

## Publication originale
- Wagler, 1830 : Natürliches System der Amphibien, mit vorangehender Classification der Säugthiere und Vögel. Ein Beitrag zur vergleichenden Zoologie. J.G. Cotta, München, p. 1-354 (texte intégral).